# Seigneurie de Beaurivage
La seigneurie Beaurivage (parfois également appelée Saint-Gilles) est une ancienne seigneurie du Québec qui a été concédée par le gouverneur de Beauharnois et par l'Intendant Hocquart à Gilles Rageot de Beaurivage le 1er avril 1738.

## Géographie

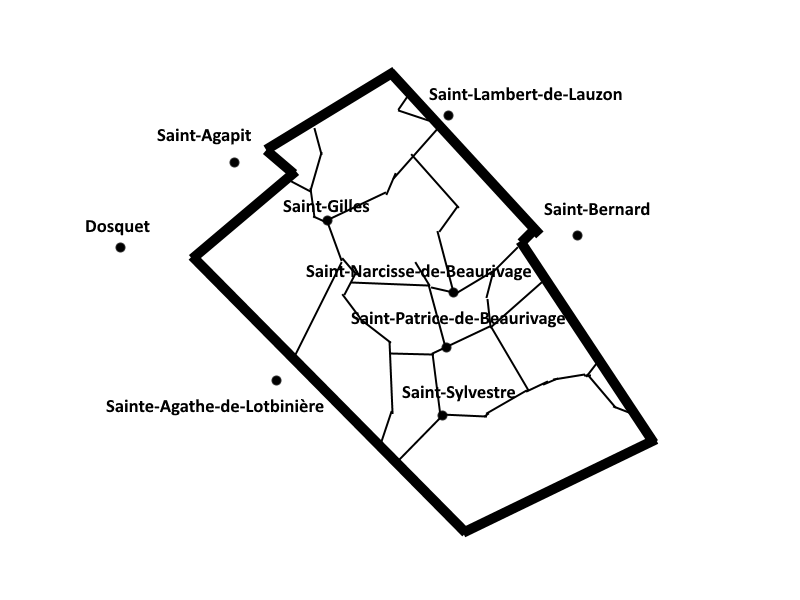
La seigneurie de Beaurivage représentée visuellement

Le territoire de cette seigneurie comprend celui que draine la rivière du Saut de la Chaudière (connu aussi sous le nom de Bras du Sud-Ouest).
La seigneurie comprend un quadrilatère de plus de six lieues de longueur dans la direction nord-sud, par trois lieues et demie de largeur, auquel s'ajoute au sud, un triangle dont la base est de huit milles avec sommet s'enfonçant de six milles dans les terres de Broughton. Cela fait un territoire de plus de vingt-six milles de longueur dans ses limites nord-sud, par trois lieues et demie environ de largeur, soit une superficie de 250 milles carrés.
La seigneurie couvrait la majorité des territoires des municipalités courantes de Saint-Gilles, Saint-Narcisse-de-Beaurivage, Saint-Patrice-de-Beaurivage et Saint-Sylvestre.
Elle comprenait aussi des parties des municipalités de Dosquet, Saint-Agapit, Saint-Bernard, Sainte-Agathe-de-Lotbinière et Saint-Lambert-de-Lauzon.

## Histoire
| Le 1er avril 1738 « Acte de Concession du Marquis de Beauharnois et de Gilles Hocquart, Gouverneur et Intendant de la Nouvelle-France, à Gilles Rageot Sieur de Beaurivage, négociant à Québec, dans le dessein où il est de procurer à ses trois fils, Louis-Etienne, Gilles-Joseph et Charles, des établissements solides dont ils puissent jouir après son décès et celui de son épouse, d'un terrain non concédé, situé aux environs de la Seigneurie de Lauzon appartenant aux héritiers Charest, de Tilly appartenant à la Dame Le Gardeur; autre Seigneurie à Charlotte Le Gardeur; autre seigneurie, celle de Sainte-Croix appartenant aux Dames religieuses Ursulines et enfin celles concédées aux Sieurs Cugnet et Taschereau. Le tout à titre de Fief et Seigneurie, avec haute moyenne et basse justice ». Réf.: Beauharnois, Hocquart RegI. et ordonnances des Intendants. V.16, p. 85 |

### Colonisation
La colonisation de cette seigneurie commença en 1772. Parmi les premiers colons, Étienne Simonneau, Joseph Jalbert, Jérôme Délâge dit Larivière, Joseph Soucy, J.B. Audet dit Lapointe, Pierre Matte, Pierre Gouin, François Desrosiers dit Boucher, Pierre Herlet ou Relet, Basile Lamothe, figurent dans les cahiers seigneuriaux comme premiers possesseurs des terres de Beaurivage.
En 1783, le nouveau seigneur de Saint-Gilles s'intéresse au sort des vétérans allemands. Il fit les premières concessions des Terres dans Saint-Gilles à Jean Loder, Jean Kasman, Georges Rouche, Georges Ahdenstel, Martin Braunn, Christophe Hessler, Henry Kremer, Philippe Gerhardt, Conrard Bohdenbinder, Wilhelm Hartmann, Adam Robenheimer, Georges Loder, Jacob Tell, Conrad Bayer, Anthony Knapp.
La tradition rapporte que c'est Arthur Ross qui érigea le manoir de Saint-Patrice vers 1845, après l'incendie du manoir de Saint-Gilles.